# گرگس
گرگس (انگلیسی: Greggs) شرکت صنایع غذایی بریتانیایی است، که در سال ۱۹۳۹ تأسیس شد.